# Sumberagung (Kepoh Baru)
Sumberagung is een bestuurslaag in het regentschap Bojonegoro van de provincie Oost-Java, Indonesië. Sumberagung telt 2500 inwoners (volkstelling 2010).